# Lèmur nan gris petit
El lèmur nan gris petit (Cheirogaleus minusculus) és un lèmur nan que viu a Ambositra, a la meseta central de l'illa de Madagascar. El seu nom específic significa 'minúscul' en llatí. Aquest quirogalèid té un color semblant al del lèmur nan gros, però té les orelles peludes. Com ho indica el seu nom científic, és molt petit, gairebé tant com el lèmur nan de cua gruixuda. Les dents són petites, però el tercer queixal està menys reduït.